# Teen, Age
Teen, Age – drugi album studyjny południowokoreańskiej grupy Seventeen, wydany 6 listopada 2017 roku przez Pledis Entertainment i dystrybuowany przez LOEN Entertainment. Płytę promował singel „Clap” (kor. 박수 Bagsu).
Album ukazał się w czterech edycjach: „White”, „Green”, „Orange” i „RS”. Sprzedał się w nakładzie 357 296 egzemplarzy w Korei Południowej (stan na grudzień 2017 r.).
5 lutego 2018 roku album został wydany ponownie jako specjalny album pt. Director’s Cut. Mimo że płyta zawiera wszystkie utwory z Teen, Age, była promowana jako album specjalny zamiast repackage z powodu zawartych na nim czterech nowych piosenek. Płytę promował singel „Thanks” (kor. 고맙다 Gomabda).

## Lista utworów

### Teen, Age
| Nr  | Tytuł                                                             | Słowa                                                                        | Kompozycja                                       | Aranżacja                                 | Czas |
| --- | ----------------------------------------------------------------- | ---------------------------------------------------------------------------- | ------------------------------------------------ | ----------------------------------------- | ---- |
| 1.  | "Intro. 新世界"                                                   | Woozi, Bumzu                                                                 | Woozi, Bumzu                                     | Bumzu                                     | 0:51 |
| 2.  | "CHANGE UP"                                                       | Woozi, S.Coups, Hoshi, Bumzu                                                 | Woozi, Bumzu, Hoshi                              | Bumzu                                     | 3:07 |
| 3.  | "Without You" (kor. 모자를 눌러 쓰고 Mojaleul nulleo sseugo)      | Woozi, Bumzu, S.Coups, Junghan, Hoshi, The 8, Mingyu, DK, Vernon, Dino       | Woozi, Bumzu, Park Gi-tae                        | Bumzu, Park Gi-tae                        | 3:15 |
| 4.  | "CLAP" (kor. 박수 Bagsu)                                          | Woozi, Bumzu, Junghan, Hoshi, Mingyu, DK, Seungkwan                          | Woozi, Bumzu, Park Gi-tae                        | Bumzu, Park Gi-tae                        | 2:47 |
| 5.  | "Bring It" (kor. 날 쏘고 가라 Nal ssogo gala) (Hoshi & Woozi)     | Woozi, Hoshi, Vernon                                                         | Woozi, Dong Ne-hyung, Won Young-heon, Min Sik-yi | Dong Ne-hyung, Won Young-heon, Min Sik-yi | 3:32 |
| 6.  | "Lilili Yabbay" (kor. 13월의 춤 13wol-ui chum) (Performance Team) | Woozi, Bumzu, Dino                                                           | Woozi, Bumzu, Dirty Orange, Mitsu.J              | Bumzu, Dirty Orange, Mitsu.J              | 3:31 |
| 7.  | "TRAUMA" (Hip-hop Team)                                           | S.Coups, Wonwoo, Mingyu, Vernon                                              | Bumzu, Vernon                                    | Bumzu                                     | 3:33 |
| 8.  | "Pinwheel" (kor. 바람개비 Bbalamgaebi) (Vocal Team)               | Woozi                                                                        | Woozi, Dong Ne-hyung, Won Young-heon             | Dong Ne-hyung, Won Young-heon             | 3:39 |
| 9.  | "Flower" (S.Coups, Junghan, Wonwoo, The 8, Seungkwan, Dino)       | Bumzu, S.coups, Wonwoo, The 8, Dino, Junghan, Seungkwan, Woozi               | Bumzu                                            | Bumzu                                     | 3:27 |
| 10. | "ROCKET" (Joshua & Vernon)                                        | Vernon, Joshua, WOOZI, NATHAN                                                | Woozi, Bumzu, Vernon, NATHAN                     | Bumzu, NATHAN                             | 3:08 |
| 11. | "Hello" (Jun & Mingyu & DK)                                       | Mingyu, DK, Jun, Bumzu                                                       | Bumzu, DK                                        | ANCHOR, Bumzu                             | 3:20 |
| 12. | "Campfire" (kor. 캠프파이어)                                      | Woozi, Bumzu, S.coups, Junghan, Wonwoo, The 8, Mingyu, DK, Seungkwan, Vernon | Woozi, Bumzu, Dong Ne-hyung, Won Young-heon      | Dong Ne-hyung, Won Young-heon, Yama Art   | 3:27 |
| 13. | Outro. 未完                                                       |                                                                              | Woozi, Bumzu, Park Gi-tae                        | Bumzu, Park Gi-tae                        | 1:13 |

### Director’s Cut
| Nr  | Tytuł                                                                   | Słowa                                                                        | Kompozycja                                       | Aranżacja                                 | Czas |
| --- | ----------------------------------------------------------------------- | ---------------------------------------------------------------------------- | ------------------------------------------------ | ----------------------------------------- | ---- |
| 1.  | "Thinkin’ about you"                                                    |                                                                              |                                                  |                                           | 3:41 |
| 2.  | "Thanks" (kor. 고맙다 Gomabda)                                          |                                                                              |                                                  |                                           | 3:33 |
| 3.  | "Run To You" (kor. 지금 널 찾아가고 있어 Jigeum neol chaj-agago iss-eo) |                                                                              |                                                  |                                           | 3:14 |
| 4.  | "Falling For U"                                                         |                                                                              |                                                  |                                           | 3:55 |
| 5.  | "Intro. 新世界"                                                         | Woozi, Bumzu                                                                 | Woozi, Bumzu                                     | Bumzu                                     | 0:51 |
| 6.  | "CHANGE UP"                                                             | Woozi, S.Coups, Hoshi, Bumzu                                                 | Woozi, Bumzu, Hoshi                              | Bumzu                                     | 3:07 |
| 7.  | "Without You" (kor. 모자를 눌러 쓰고 Mojaleul nulleo sseugo)            | Woozi, Bumzu, S.Coups, Junghan, Hoshi, The 8, Mingyu, DK, Vernon, Dino       | Woozi, Bumzu, Park Gi-tae                        | Bumzu, Park Gi-tae                        | 3:15 |
| 8.  | "CLAP" (kor. 박수 Bagsu)                                                | Woozi, Bumzu, Junghan, Hoshi, Mingyu, DK, Seungkwan                          | Woozi, Bumzu, Park Gi-tae                        | Bumzu, Park Gi-tae                        | 2:47 |
| 9.  | "Bring It" (kor. 날 쏘고 가라 Nal ssogo gala) (Hoshi & Woozi)           | Woozi, Hoshi, Vernon                                                         | Woozi, Dong Ne-hyung, Won Young-heon, Min Sik-yi | Dong Ne-hyung, Won Young-heon, Min Sik-yi | 3:32 |
| 10. | "Lilili Yabbay" (kor. 13월의 춤 13wol-ui chum) (Performance Team)       | Woozi, Bumzu, Dino                                                           | Woozi, Bumzu, Dirty Orange, Mitsu.J              | Bumzu, Dirty Orange, Mitsu.J              | 3:31 |
| 11. | "TRAUMA" (Hip-hop Team)                                                 | S.Coups, Wonwoo, Mingyu, Vernon                                              | Bumzu, Vernon                                    | Bumzu                                     | 3:33 |
| 12. | "Pinwheel" (kor. 바람개비 Bbalamgaebi) (Vocal Team)                     | Woozi                                                                        | Woozi, Dong Ne-hyung, Won Young-heon             | Dong Ne-hyung, Won Young-heon             | 3:39 |
| 13. | "Flower" (S.Coups, Junghan, Wonwoo, The 8, Seungkwan, Dino)             | Bumzu, S.coups, Wonwoo, The 8, Dino, Junghan, Seungkwan, Woozi               | Bumzu                                            | Bumzu                                     | 3:27 |
| 14. | "ROCKET" (Joshua & Vernon)                                              | Vernon, Joshua, WOOZI, NATHAN                                                | Woozi, Bumzu, Vernon, NATHAN                     | Bumzu, NATHAN                             | 3:08 |
| 15. | "Hello" (Jun & Mingyu & DK)                                             | Mingyu, DK, Jun, Bumzu                                                       | Bumzu, DK                                        | ANCHOR, Bumzu                             | 3:20 |
| 16. | "Campfire" (kor. 캠프파이어)                                            | Woozi, Bumzu, S.coups, Junghan, Wonwoo, The 8, Mingyu, DK, Seungkwan, Vernon | Woozi, Bumzu, Dong Ne-hyung, Won Young-heon      | Dong Ne-hyung, Won Young-heon, Yama Art   | 3:27 |
| 17. | Outro. 未完                                                             |                                                                              | Woozi, Bumzu, Park Gi-tae                        | Bumzu, Park Gi-tae                        | 1:13 |

## Notowania
| Lista                    | Pozycja |
| ------------------------ | ------- |
| Gaon Weekly Album Chart  | 1       |
| Gaon Monthly Album Chart | 2       |
| Five Music (Tajwan)      | 1       |